# Maryna Lazebna
Maryna Lazebna (en ukrainien : Марина Володимирівна Лазебна), née le 10 juin 1975 à Piskivka (RSS d'Ukraine, URSS), est une femme d'État et militaire ukrainienne.

## Biographie
Elle est née le 10 juin 1975 à Piskivka, Raion de Borodianka, Oblast de Kiev. Elle est diplômée de l'université nationale Taras-Chevtchenko de Kiev.

### Parcours politique
Elle est ministre du Gouvernement Chmyhal.